# 13806 Darmstrong
13806 Darmstrong (1998 XM6) là một tiểu hành tinh vành đai chính được phát hiện ngày 8 tháng 12 năm 1998 bởi Spacewatch ở Kitt Peak.